# Paylib
Paylib est un ensemble de services de paiement instantané entre particuliers à partir d'un numéro de téléphone et de paiement sans contact via la technologie de la communication en champ proche (CCP, ou NFC).
Ces services sont gérés par le groupement d'intérêt économique Paylib Services regroupant plusieurs groupes bancaires français.
À la différence de ses concurrents, les services de Paylib sont intégrés directement dans l'interface de vingt-et-un établissements bancaires français partenaires.
À partir d'octobre 2024, le service Paylib est progressivement remplacé par son équivalent européen Wero.

## Services
Les services de paiement fournis par Paylib permettent le paiement entre amis et le paiement sans contact. Ce second service n'est disponible que pour les terminaux Android, Apple imposant sa solution Apple Pay sur iOS.
L’application Paylib permet quant à elle d’activer le service au sein de l’établissement bancaire de son choix et redirige l’utilisateur dans son interface bancaire afin d’effectuer une transaction. Elle propose également une fonctionnalité qui permet de faire ses comptes plus facilement lors de dépenses de groupe et de calculer la part de chacun.

### Paiement entre amis
Le paiement entre particuliers de Paylib permet aux utilisateurs, ayant associé leur numéro de téléphone mobile à leur compte via Paylib, de déclencher un virement simplifié et instantané,. Un virement Paylib entre particuliers est possible en utilisant le numéro de téléphone du destinataire, les coordonnées bancaires (IBAN ou anciennement le relevé d'identité bancaire) du destinataire ne sont pas nécessaires,,. Le service, accessible à partir de l'application des banques partenaires, est sans frais pour l'utilisateur et ne fixe aucune limite de transferts d'argent, si ce n'est les limites imposées par la banque de l'utilisateur.
Il est disponible sur Android et iOS via l'application mobile de la banque associée.

### Paiement sans contact
Le paiement sans contact de Paylib, utilisable chez tout commerçant acceptant le règlement par NFC. Il est disponible sur Android.

### Fonctionnalité dépenses de groupe
Paylib permet également de faire ses comptes entre plusieurs personnes grâce à la fonctionnalité dépenses de groupe, comme le proposent ses concurrents Tricount ou Splitwise. Cette fonctionnalité permet de compiler toutes les dépenses effectuées par plusieurs personnes, et une fois les comptes arrêtés de régler ses dettes entre ces personnes. Mais pour utiliser cette fonctionnalité, il faut installer l'application Paylib (et non plus l'application bancaire).  

## Historique
Le 24 septembre 2013, trois établissements bancaires français, BNP Paribas, La Banque postale et la Société générale, lancent Paylib lors du salon E-commerce à Paris, en tant que service de paiement en ligne,,,.
En juillet 2014, Crédit mutuel Arkéa rejoint Paylib, suivi en 2015 par Boursorama et le Crédit agricole qui abandonne sa solution Kwixo,.
Le 19 mai 2016, Paylib lance son service de paiement sans contact mobile. Ce service n'est disponible alors que sur les smartphones Android équipés d'un circuit NFC via les applications des banques membres,,. Les commerçants, quant à eux, doivent disposer d'un terminal de paiement électronique.
Début 2017, Paylib compte 600 000 utilisateurs. Le 20 mars 2017, le groupe BPCE rejoint Paylib.
Le 25 septembre 2018, le Crédit mutuel et CIC rejoint le service Paylib sans contact, en ligne et entre amis,.
En septembre 2019, Paylib compte 2,3 millions d’utilisateurs contre 1,4 million à l’été 2018.
En 2020, à la suite de la pandémie de Covid-19 en France, Paylib voit croître le nombre de ses transactions. L’usage moyen s’établit à 8 transactions par mois par actif (6,5 pour le paiement en magasin et 1,5 pour l’envoi d’argent entre personnes), ce qui représente la moitié de l’usage d’une carte bancaire.
2,5 milliards d'euros ont été échangés sur Paylib en 2022, essentiellement pour des petits montants (moyenne des sommes : 60 euros). 10 millions de Français l'utilisent régulièrement, un chiffre qui a doublé depuis 2020 selon les chiffres communiqués par Paylib.
En 2023, BoursoBank (anciennement Boursorama) ne prend plus en charge Paylib[réf. nécessaire].
À compter de juin 2024, et jusqu’en janvier 2025, le service Paylib est progressivement remplacé par Wero, une solution de paiement européen développé par l’European Payments Initiative (EPI), qui regroupe les grandes banques européennes. La solution, qui doit s’étendre à d’autres pays de l’Union européenne, souhaite s’imposer comme une alternative de paiement des géants américains Apple Pay, PayPal, comme Visa et Mastercard,.

### Établissements partenaires
| Établissement | Paylib entre amis | Paylib sans contact |
| --- | ----------------- | ------------------- |
| Groupe BPCE (Banque BCP, Banque de Savoie, Banque populaire, Caisse d'épargne, Crédit Coopératif, Banque Palatine, …) | Oui               | Non                 |
| BNP Paribas | Oui               | Oui                 |
| CIC | Oui               | Oui                 |
| Crédit agricole | Oui               | Oui                 |
| Crédit maritime | Oui               | Non                 |
| Crédit mutuel | Oui               | Oui                 |
| Crédit mutuel Arkéa (Bretagne, Sud-Ouest)                                                                             | Oui               | Oui                 |
| Fortuneo | Oui               | Non                 |
| Hello Bank! | Oui               | Oui                 |
| La Banque postale | Oui               | Non                 |
| LCL | Oui               | Oui                 |
| Société générale | Oui               | Oui                 |